# Passer domesticus
El gorrión común (Passer domesticus), también llamado pardal o chilero, es una especie de ave paseriforme de la familia Passeridae. Está adaptado al hábitat urbano hasta el punto de ser el pájaro más frecuente y conocido en esas áreas, aunque en términos absolutos, en Europa, el pinzón es más abundante. Vive como comensal del ser humano. Es originario de Eurasia y el Norte de África, pero actualmente se encuentra distribuido por áreas urbanas en las zonas templadas de casi todo el mundo, pues ha sido introducido por el ser humano en el resto de los continentes excepto en la Antártida.
Puede llegar a vivir trece años en cautiverio, aunque generalmente no llega a los siete años en libertad.[cita requerida]
En la India se lo considera el ave estatal de Bihar y Delhi. En enero de 2016 fue elegida ave del año por SEO/Birdlife para denunciar el acusado decrecimiento de las poblaciones en los últimos años. 
Cien ejemplares procedentes de Inglaterra se soltaron en Brooklyn, Nueva York. Esta medida se siguió en otras ciudades de Estados Unidos, donde es conocido como gorrión inglés.

## Descripción
El gorrión común pesa alrededor de 30 g y mide de 14 a 16 cm de longitud total (el macho suele ser algo más grande que la hembra). Es de conformación robusta y tiene las patas cortas. Su pico es grueso, fuerte y cónico, de tipo granívoro.

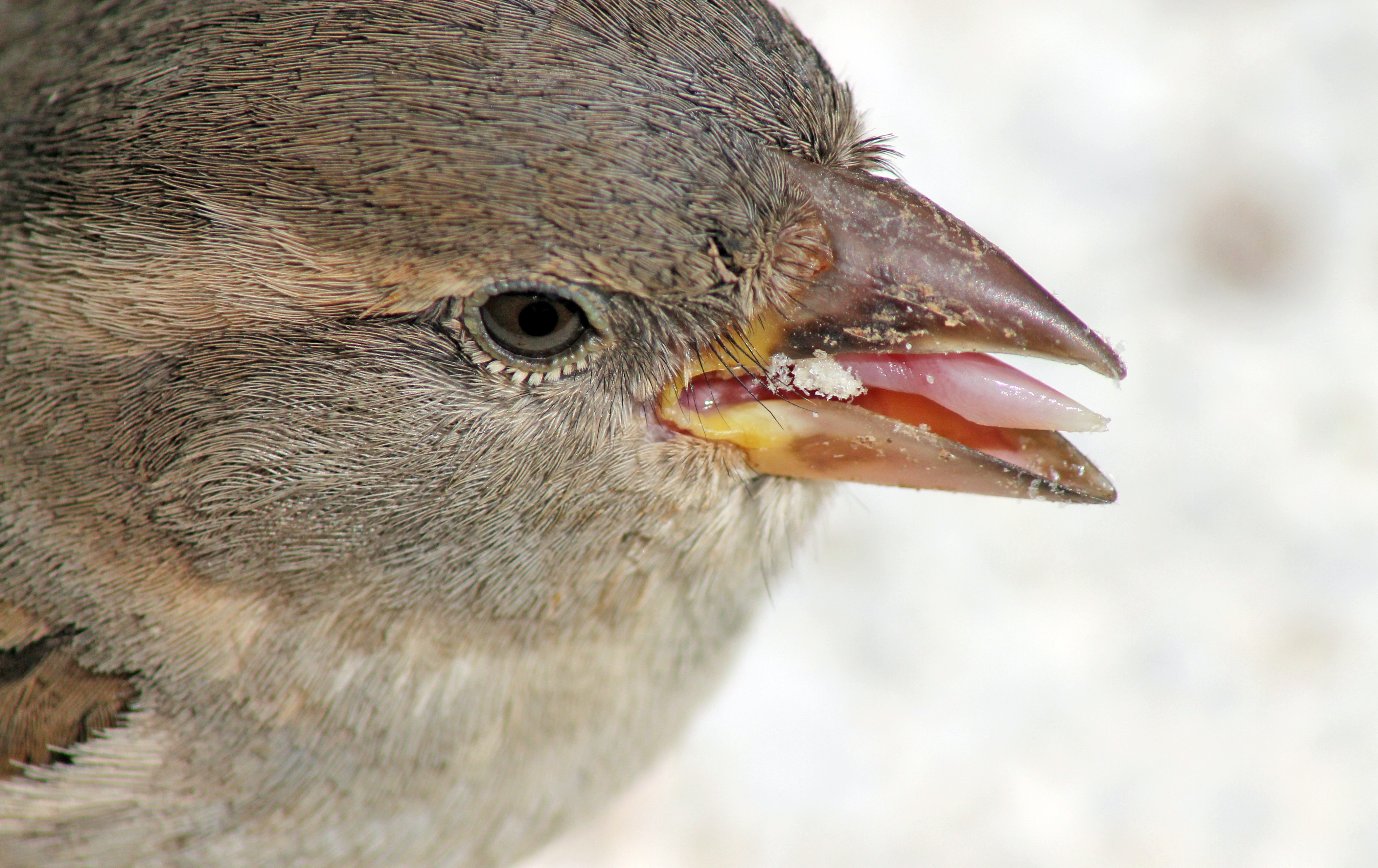
Detalle de una hembra.

El plumaje del macho es gris en las partes inferiores, algo más oscuro en las mejillas y el píleo. Tiene una mancha negra que cubre parte del pecho y alcanza, más estrecha, la garganta hasta la mandíbula. Tras la muda de otoño, las puntas claras de las plumas ocultan en parte la mancha pectoral. Durante el invierno esas puntas se van desgastando, y en primavera casi todos los machos la ostentan visible en forma de babero. El obispillo, el crissum —zona que rodea la cloaca— y la cola son pardos. Las alas son de color chocolate con una banda alar blanca y algunas plumas negras y de ese mismo color chocolate  son dos bandas curvadas que parten, cada una desde arriba de cada ojo hasta el cuello. Entre  el pico y los ojos tiene una banda negra que recuerda un antifaz. En la época de cortejo su pico se vuelve de color negro, y recupera su color marrón durante el otoño. 
La hembra es gris casi uniforme en sus partes inferiores y el pecho, con un tono pardo en las alas, el píleo y la cola, y una banda superciliar más clara. 
Las patas son de color rosa en ambos sexos. 
La cría conocida como gurriato o gurripato, es similar en su plumaje a la hembra hasta la primera muda, tras la cual los machos ya aparecen con sus colores característicos, algo menos intensos el primer año. 
Según estudios de ADN mitocondrial, el gorrión común es el pariente más cercano del gorrión moruno (P. hispaniolensis).

## Comportamiento
Es un pájaro inteligente, vivaracho y curioso. Es sedentario y gregario. Siempre se encuentran en lugares habitados, como calles, parques o jardines, así como huertas y granjas. Es muy confiado ante la presencia humana y en ciudades grandes llega a tolerar distancias muy cercanas. En pueblos más pequeños se muestra más precavido. Se alimentan en el suelo, donde caminan dando brincos pudiendo hacerlo con sorprendente rapidez. Es común verlos hostigarse entre ellos o a otras aves para arrebatar la comida. Durante la época cálida las bandadas son laxas. Una vez acabada la cría se agrupan en bandadas mayores, a veces en compañía de fringílidos o estorninos. Al anochecer se reúnen para dormir, usualmente en algún árbol o matorral espeso, y arman bastante algarabía hasta que cada pájaro se asienta en su lugar. Para buscar comida por el día suelen hacerlo en grupo pequeño o grande aunque también pueden buscarla individualmente.  

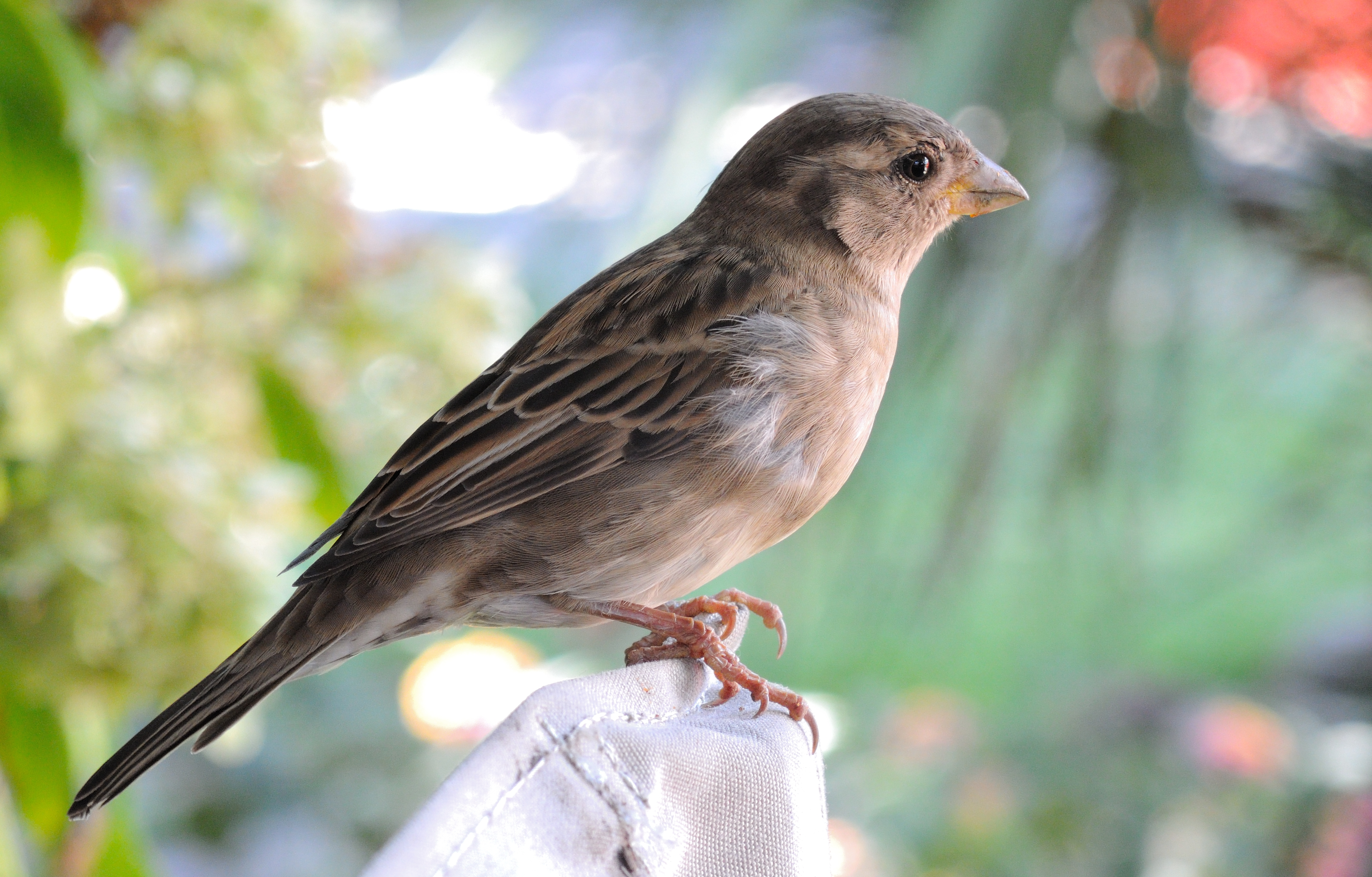
Gorrión común. Foto tomada en un restaurante de la rambla de Montevideo (Uruguay).

### Alimentación
Su alimentación básica consiste en semillas, tanto silvestres como cultivadas, aunque por su carácter de comensal aprovecha los desperdicios producidos por el ser humano, y en algunas zonas se alimenta casi exclusivamente de ellos. En zonas rurales acostumbra a robar el pienso de los animales de granja, por lo que no es muy apreciado. En la temporada cálida se alimenta de insectos, principalmente langostas y saltamontes, en cuya captura está especializado, y ceba a sus pollos casi exclusivamente con ellos. 

### Reproducción
Los gorriones forman parejas monógamas en cada estación de reproducción. La temporada de cría es larga.  El macho persigue a la hembra, que responde con el castañeteo típico de enfado y evita al macho; progresivamente va tolerando su presencia hasta que permite que la fecunde.   Construyen los nidos en primavera, con hojas secas, plumas y restos de papel. Anidan en diversos lugares, preferentemente en edificaciones: orificios entre piedras, bajo las tejas, entre las vigas, en huecos de persianas, etc, pero si no hay edificios hacen nidos globulares con una entrada lateral en la vegetación. Ponen de cuatro a cinco huevos en cada puesta. Pueden hacer hasta cuatro puestas, y éstas pueden suceder en cualquier momento durante la primavera, el verano y principio de otoño. Protegen con agresividad el área alrededor del nido, tanto de otras especies como de individuos de su misma especie.
La hembra desarrolla un parche de piel desnuda para la cría y desempeña el papel principal en la incubación de los huevos. El macho ayuda, pero solo puede cubrir los huevos en lugar de incubarlos realmente. La hembra pasa la noche incubando durante este período, mientras que el macho se posa cerca del nido.